# NGC 515
NGC 515 је лентикуларна галаксија у сазвежђу Рибе која се налази на NGC листи објеката дубоког неба.
Деклинација објекта је + 33° 28' 20" а ректасцензија 1h 24m 38,7s. Привидна величина (магнитуда) објекта NGC 515 износи 13,1 а фотографска магнитуда 14,1. NGC 515 је још познат и под ознакама UGC 956, MCG 5-4-52, CGCG 502-77, VV 36, PGC 5201.